# Neues Europäisches Bauhaus
Neues Europäisches Bauhaus (englisch: New European Bauhaus) (NEB) ist eine von der Präsidentin der Europäischen Kommission, Ursula von der Leyen, im Jahr 2020 ergriffene Initiative, die sich auf das einflussreiche historische Bauhaus bezieht, das 1919 von dem deutschen Architekten Walter Gropius gegründet wurde. Diese kulturpolitische Initiative soll in der „Next Generation EU“ eine kreative und interdisziplinäre Bewegung auslösen und das Umwelt- und Wirtschaftsprojekt European Green Deal zu einem europäischen Kulturprojekt erweitern. Als zentrale Aspekte werden Nachhaltigkeit, Ästhetik und Inklusivität adressiert. Durch die Verbindung von Kunst, Kultur, Wissenschaft und Technologie soll ein inklusiver, nachhaltiger und ästhetisch ansprechender Lebensraum für die Bürger Europas geschaffen werden. Das Ziel der Initiative ist es, neue Wege zu finden, wie Europa bis 2050 klimaneutral werden kann.

## Die Entwicklungsphasen
Das NEB wurde erstmals in einer Rede, am 16. September 2020, zur Lage der Union, von Ursula von der Leyen, vor den Mitgliedern des Europäischen Parlaments, in Brüssel angekündigt: „Ich will, dass NextGenerationEU eine europäische Renovierungswelle auslöst und unsere Union zu einem Spitzenreiter in der Kreislaufwirtschaft macht. Aber dies ist nicht nur ein Umwelt- oder Wirtschaftsprojekt, sondern muss auch ein neues Kulturprojekt für Europa werden. Jede Bewegung hat ihr eigenes Gefühl. Wir müssen dem Systemwandel ein Gesicht verleihen – um Nachhaltigkeit mit einer eigenen Ästhetik zu verbinden. Deshalb werden wir ein neues europäisches Bauhaus errichten – einen Raum, in dem Architekten, Künstler, Studenten, Ingenieure und Designer gemeinsam und kreativ an diesem Ziel arbeiten. Dies ist NextGenerationEU. So schaffen wir die Welt von morgen.“ So wie das historische Bauhaus den sozialen und wirtschaftlichen Übergang zur Industriegesellschaft begleitete, soll das NEB das „Umschalten auf Nachhaltigkeit“ im Immobiliensektor einleiten.
Das Projekt Neues Europäisches Bauhaus gliedert sich in drei Entwicklungsphasen: Konzeption, Realisierung und Verbreitung.

### Die Entwurfsphase (2020–2021)
Das Ziel der Konzeptionsphase (Gemeinsame Gestaltung, Co-Design) bestand darin, herauszufinden, wo und wie das NEB kreative Ideen in Bezug auf Kultur und Technologie beschleunigen, konkretisieren und materialisieren kann – zwei Konzepte, die in der Architektur und Stadtplanung besonders bekannt sind: „sich mit dem verbinden, was bereits existiert“.
Durch eine Aufforderung zur Einreichung von Vorschlägen ermöglichte diese Phase die Bildung eines offenen Rahmens, in dem jeder Beitrag empfangen werden kann und Ideen und Ansichten hervorbringt, die mit allen anderen geteilt werden können.
In diesem Sinne wurde ein „High-Level Roundtable“ mit anerkannten Denkern organisiert, die Visionen und Ideen zur Initiative beitragen sollten. Teilnehmer waren z. B. die Architekten Shigeru Ban und Bjarke Ingels, die Vorsitzende des italienischen Nationalen Innovationsfonds Francesca Bria, der Künstler Ólafur Elíasson, der Klimaforscher Hans Joachim Schellnhuber und die Aktivistin/Akademikerin Sheela Patel.
Um die Agenda des NEB auf breiter Basis zu verankern, wurden Netzwerke nationaler Kontaktstellen, offizieller Partner sowie Freunde der Initiative etabliert.

### Die Realisierungsphase (2021 – 2023+)
Die Konzeptionsphase mündete in die Mitteilung der Europäischen Kommission „Neues Europäisches Bauhaus: attraktiv - nachhaltig - gemeinsam“, die am 15. September 2021 veröffentlicht wurde. Diese Mitteilung ebnete den Weg für die Realisierungsphase (delivery).
Einer der grundlegenden Ziele des Neues Europäisches Bauhaus ist es, die Herausforderungen des European Green Deal, der 2020 verabschiedet und von der Europäischen Kommission initiiert wurde, in eine greifbare und positive Erfahrung zu übertragen, an der alle Europäer teilnehmen und gemeinsam Fortschritte machen können.
Unter Bezugnahme auf die wichtigsten Prinzipien der ursprünglichen Bauhaus-Bewegung sollen sich die Initiativen des NEB über mehrere Ebenen, „vom Globalen zum Lokalen, partizipativ und transdisziplinär“ erstrecken. Dabei sollen die Visionen und Erfahrungen von Tausenden von Bürgern, Fachleuten und Organisationen in der gesamten EU einbezogen werden, um Schlüsselthemen zu identifizieren.
Die drei Werte, auf die sich diese Bewegung stützen soll, sind Nachhaltigkeit (von Klimazielen über Nullverschmutzung und Biodiversität bis hin zur Zirkularität), Ästhetik (Erlebnisqualität und Stil über die Funktionalität hinaus) und Inklusion (von der Wertschätzung der Vielfalt bis hin zur Gewährleistung von Zugänglichkeit und Erschwinglichkeit).
Die vier thematischen Schwerpunkte, an denen sich die Umsetzung dieser Initiativen orientieren soll, sind:
- Rückbesinnung auf die Natur,
- Wiedererlangung eines Gefühls der Zugehörigkeit,
- Unterstützung von vulnerablen Orten und Gruppen (Integration, Barrierefreiheit, soziale Kohäsion),
- Ausgestaltung eines kreislauforientierten industriellen Ökosystems und Unterstützung des Lebenszyklusdenkens.

Das NEB soll sich auf drei miteinander verbundene Schlüsseltransformationen konzentrieren: der Orte vor Ort, des innovationsfördernden Umfelds und Perspektiven und Denkweise.

### Die Verbreitungsphase (2023 – 2024+)
In der Verbreitungsphase (Dissemination) soll sich das Neue Europäisches Bauhaus darauf konzentrieren, die ausgewählten Ideen und Konzepte einem breiteren Publikum zugänglich zu machen, nicht nur in Europa, sondern auch darüber hinaus. Es soll darum gehen, Praktiker zu vernetzen und ihr Wissen über die besten verfügbaren Methoden, Lösungen und Prototypen auszutauschen. Die Initiative soll allen Innovatoren dabei helfen, ihre Erfahrungen in Städten, ländlichen Gebieten und Ortschaften zu reproduzieren und eine neue Generation von Architekten und Designern inspirieren. Sie soll die Entstehung von Pilotmärkten für neue Lebensweisen in Gebäuden unterstützen, die im Einklang mit der natürlichen Umwelt und dem Klima stehen.
Mitte März 2023 hat die Europäische Kommission eine Unterstützungsmaßnahme zum Wiederaufbau der Ukraine im Rahmen des Neuen Europäischen Bauhaus gestartet.

## Die Instrumente

### Die „New European Bauhaus Facility“ (2025 – 2027)
Die Neue Europäische Bauhaus-Fazilität 2025–2027 ist ein Finanzierungsinstrument für das Neue Europäische Bauhaus (NEB). Diese Initiative der Europäischen Union soll die Entwicklung und Verbreitung innovativer Lösungen für die Umgestaltung von Stadtvierteln fördern, damit diese nicht nur nachhaltig, sondern auch integrativ und schön werden.
Um sicherzustellen, dass die NEB-Fazilität den tatsächlichen Bedürfnissen vor Ort gerecht wird, führte die Europäische Kommission im Jahr 2024 öffentliche Konsultationen mit den Mitgliedstaaten, den mit Horizont Europa assoziierten Ländern und anderen Interessengruppen durch, um die Einzelheiten und Prioritäten der Fazilität festzulegen.

### Der Preis des Neuen Europäischen Bauhauses
Die Europäische Kommission hat im Frühjahr 2021 den Preis des Neuen Europäischen Bauhauses ins Leben gerufen, der inspirierende Beispiele von Errungenschaften im Rahmen der Bewegung auszeichnet. Für die erste Ausgabe des Preises überreichten die EU-Kommissare Elisa Ferreira und Marija Gabriel den Gewinnern die Preise bei einer Zeremonie in Brüssel am 16. September 2021.
Die zweite Ausgabe des Preises des Neuen Europäischen Bauhauses fand 2022 statt. Am 11. Juni 2022 wurden beim ersten „New European Bauhaus Festival“ in Brüssel insgesamt 18 Projekte aus 15 EU-Mitgliedsstaaten ausgezeichnet.

### Das NEB Labor
Das NEB Labor wurde eingerichtet, um mit der wachsenden Gemeinschaft des Neues Europäisches Bauhaus zusammenzuarbeiten, um „Werkzeuge, Lösungen und politische Maßnahmen, die die Transformation vor Ort erleichtern, gemeinsam zu erschaffen, zu modellieren und zu testen“.

### Das Festival des Neuen Europäischen Bauhauses
Ein Festival des neuen Europäischen Bauhauses wurde ins Leben gerufen, um engagierte Künstler und der Bewegung mehr Sichtbarkeit zu verleihen, damit sie ihre Fortschritte und Ergebnisse teilen können, Vernetzung zu ermöglichen und das Engagement der Bürger zu fördern. Das erste Festival fand vom 9. bis 12. Juni 2022 in Brüssel statt. Das zweite Festival vom 9. bis 13. April 2024, ebenfalls in Brüssel.

### Förderung von Leuchtturmprojekten
2022 förderte die EU-Kommission fünf Projekte mit insgesamt 25 Mio. Euro. Ziel ist es, „nachhaltigere, integrativere und schönere Räume zu schaffen und die Bürger in den grünen Wandel auf lokaler Ebene einzubeziehen“. Die Projekte sind:
- Creating NEBourhoods Together – München Neuperlach[25]
- CULTUURCAMPUS – Rotterdam[26]
- NEB-Star – Stavanger[27]
- DESIRE: Designing the Irresistible Circular Society – Umgestaltung von Gebieten in verschiedenen europäischen Städten[28]
- EHHUR: EYES HEARTS HANDS Urban Revolution – das Projekt unterstützt Städte und benachteiligte Bewohner bei der Umgestaltung ihrer bebauten Umwelt[29]

Die Projekte sollen innerhalb von zwei Jahren innovative Ideen und Lösungen hervorbringen, die für andere NEB-Aktionen wegweisend sein werden.

### Neue Europäische Bauhaus Akademie (NEBA)
Im April 2024 wurde von der europäischen Kommission die aus 14 Partnern bestehende NEBA-Allianz gegründet. Sie soll ein EU-weites Kompetenz- und Ausbildungsnetz für die Transformation des Bausektors zur Klimaneutralität entwickeln.

## Stellungnahmen und Kritik
Im Februar 2021 kritisierte Der Tagesspiegel den Plan eines Neuen Europäischen Bauhauses als „Marketing-Coup“, da er falsche Impulse setze. Mit dem Rückgriff auf das Bauhaus werde ohne Not einerseits die gesamte traditionelle Architektur ausgeblendet, andererseits stelle das selbstverliebte Bauhaus nur einen ziemlich dünnen Faden der modernen Architektur und Kunst dar. Der Architekt Hans Kollhoff kritisierte in der FAZ den zyklischen Ansatz des NEB und forderte einen viel grundlegenderen Neuanfang.
Im September 2021 gab der Deutsche Kulturrat zu bedenken, dass das NEB zwar das Potential habe, einen wirklichen Wandel anzustoßen, aber nur dann, wenn die Bürger einbezogen würden und genügend zusätzliche Ressourcen dauerhaft bereitgestellt würden.
Der österreichische Architektur- und Kulturtheoretiker Peter Volgger vergleicht das NEB mit einer Zauberformel, die nicht die versprochene Umweltpolitik einleitet, sondern das Ökologische de-politisiert und das Politische kulturalisiert.
Im Februar 2022 veröffentlichte die Generaldirektion Forschung und Innovation der Europäischen Kommission den Expertenbericht Horizon Europe – New European Bauhaus Nexus Report (Rapporteur: Hans Joachim Schellnhuber). Dieser Bericht enthält Empfehlungen zur Unterstützung der Initiative im Rahmen des Horizon Europe Forschungsprogramms der Europäischen Union und stellt mögliche strategische Prioritäten mit den entsprechenden Benchmarks dar.
Im März 2022 erklärte sich der Europäische Wirtschafts- und Sozialausschuss bereit, sich aktiv an dem partizipatorischen Ansatz des NEB zu beteiligen.
Zwischen dem NEB und dem 2020 gegründeten Bauhaus Erde bestehen enge konzeptionelle und personelle Verflechtungen. Philipp Misselwitz, Geschäftsführer des Bauhaus Erde, sieht sich als Partner und kritisch-unabhängiger Begleiter des NEB. Im Unterschied zum NEB ist das Bauhaus Erde global auf die Minimierung von umweltschädlichen Baumaterialien wie Stahl und Beton orientiert.